# Santanmantidae
Santanmantidae zijn een familie van insecten die behoren tot de orde bidsprinkhanen (Mantodea). De familie werd pas in 2003 erkend en is daardoor in de literatuur niet terug te vinden.